# Объединение «Глобус» (издательство)
Объединение «Глобус» — одно из первых отечественных независимых издательств «эпохи перестройки», тираж книг которого за пять лет его работы составил около двух миллионов экземпляров (по суммарным выходным данным).
Основанное в 1988 г. в Москве А. И. Анненским издательское Объединение «Глобус» издало повесть-исповедь М. Влади о В.Высоцком, миниатюрный подарочный сборник стихов И.Северянина в сафьяновом и кожаном переплете, переводную «Энциклопедию молодой женщины», все лучшие бестселлеры А.Хейли, роман будущего лауреата Нобелевской премии по литературе Ж. М. Г. Леклезио, другие произведения.
Чтобы насытить книжный рынок страны, книги печатались техническими партнерами «Глобуса» одновременно несколькими заводами в типографиях различных регионов, причём, значительными тиражами — каждая от 50 до 500 тыс. экземпляров.
С издательским Объединением «Глобус» в качестве редакторов-консультантов сотрудничали известные переводчики, филолог В.Митрофанова , литераторы М.Саенко, Е.Латий и др., а также МИД Франции, .
Несмотря на огромные тиражи, большинство изданий «Глобуса» сегодня уже являются библиографическими редкостями и продаются лишь в некоторых букинистических магазинах.

## Избранные издания
- Энциклопедия молодой женщины. Перевод с чешск. Н.Белой и Ю.Козловой. М.: «Глобус»,1989 — 496 с.- тираж дополн. 50000 экз.
- Влади М. Владимир, или Прерванный полет. Пер. с франц. М.Влади и Ю.Абдуловой. М.: «Глобус», 1989 −175 с — тираж 100000. ISBN 5-01-001-751-2
- Северянин И. Ананасы в шампанском. М.: «Глобус», 1990. −112 с. -Тираж 50000 экз.
- Энциклопедия половой жизни. М.:Глобус,1990 −160 с.- тираж 100000 экз.
- Анненский А. «Инспектор таможни». Киноповесть. — М.: «Глобус», 1991. — 62 с. — тираж 50000 экз. ББК-85.374 А68
- Хейли А. «Аэропорт». Пер. с англ. Пер. с англ. Т.Кудрявцевой и Т.Озерской. М.:"Глобус",1991 −416 с.- тираж 500000 экз. ISBN 5-87790-001-3
- Хейли А. «Отель» Пер.с англ. В. Коткина и К.Тарасова. М. «Глобус»,1992 −384 с.- тираж 400000 экз. ISBN 5-877-90-003-X
- Хейли А. «Колеса». Пер.с англ. Т.Кудрявцевой и В.Котелкина. М.: «Глобус»,1992. — 384 с. ил. 1-й зав. Тираж 100000 экз. ISBN 5-87790-038-2
- Хейли А. и Д.Кастл. «Посадочная полоса 08». Пер.с англ. Т.Ильина. А.Хейли «Менялы». Пер. с англ. М.Богдановой -М.:"Глобус",1993 — 303 с.- тираж 100000 экз. ISBN 5-87790-039-0
- Чейз Д. «Туз в рукаве». Пер. с англ. Н.Рейн. М.: «Глобус»,1993 — 160 с.- тираж 30000 экз.
- Ж. М. Г. Леклезио. «Пустыня». Пер. с фр. Ю.Яхниной. М.:"Глобус",1993 — 288 с. с ил.-тираж 100000 экз.
- Пинкертон Н. Король сыщиков. М.: «Глобус», 1994—216 с. — тираж 50000 экз. ISBN 5-861001-014-1